# Irrigon
Irrigon – miasto w Stanach Zjednoczonych, w stanie Oregon, w hrabstwie Morrow, nad rzeką Kolumbia.